# Маркеєв
Маркеєв — селище в Україні, в Асканія-Новій селищній громаді Каховського району Херсонської області. Населення становить 783 осіб. 24 лютого 2022 року село тимчасово окуповане російськими військами під час російсько-української війни.

## Населення
Згідно з переписом УРСР 1989 року чисельність наявного населення селища становила 748 осіб, з яких 385 чоловіків та 363 жінки.
За переписом населення України 2001 року в селищі мешкала 781 особа.

### Мова
Розподіл населення за рідною мовою за даними перепису 2001 року:
| Мова       | Відсоток |
| ---------- | -------- |
| українська | 83,01 %  |
| російська  | 15,07 %  |
| молдовська | 1,28 %   |
| білоруська | 0,26 %   |
| інші       | 0,38 %   |

## Постаті
- Начосний Денис Миколайович (1986—2018) — сержант Збройних сил України, учасник російсько-української війни.